# Morten Hulgaard
Morten Alexander Hulgaard (* 23. August 1998) ist ein ehemaliger dänischer Radrennfahrer.

## Sportlicher Werdegang
Als Junior stand Hulgaard 2016 als Zweiter bzw. Dritter auf dem Podium der nationalen Meisterschaften im Straßenrennen und Einzelzeitfahren. International machte er durch den zweiten Platz bei der Internationalen Cottbuser Junioren-Etappenfahrt sowie Platz 5 bei der Tour de l’Abitibi auf sich aufmerksam.
Mit dem Wechsel in die U23 wurde Hulgaard zur Saison 2017 Mitglied im UCI Continental Team BHS-Almeborg Bornholm. Trotz einer Reihe von Top-10-Platzierungen in den Jahren 2017 und 2018 blieb er zunächst ohne zählbaren Erfolg. Zur Saison 2019 wechselte er zum Team ColoQuick, mit dem er auf der ersten Etappe der Tour de la Mirabelle den einzigen zählbaren Erfolg seiner Karriere auf der UCI Europe Tour erzielte.
Zur Saison 2020 wurde Hulsgaard Mitglied im Uno-X Pro Cycling Team. Für sein neues Team gewann er die Nachwuchswertung der Bałtyk-Karkonosze Tour 2020 und der Tour Poitou-Charentes en Nouvelle-Aquitaine 2021.
Nachdem weitere zählbare Erfolge ausgeblieben waren und auch sein Vertrag bei UNO-X nicht verlängert worden war, erklärte Hulgaard im Alter von 24 Jahren seinen Rücktritt vom aktiven Radsport zum Ende der Saison 2022.

## Erfolge
2019
- eine Etappe und Punktewertung Tour de la Mirabelle

2020
- Mannschaftszeitfahren Giro della Regione Friuli Venezia Giulia
- Nachwuchswertung Bałtyk-Karkonosze Tour

2021
- Nachwuchswertung Tour Poitou-Charentes en Nouvelle-Aquitaine